# Milkshake Man
Milkshake Man (deutsch Milchshake-Mann) ist ein englischsprachiger Novelty Song von Marty Zambotto, Jason Bovino und Amy und George Sheppard. Mit dem Titel vertrat Zambotto unter seinem Künstlernamen Go-Jo Australien beim Eurovision Song Contest 2025 in Basel.

## Hintergründe
Go-Jo wurde am 25. Februar 2025 als australischer Vertreter für den kommenden Eurovision Song Contest von SBS bekanntgegeben. Die Auswahl erfolgte intern. Der Titel wurde vom Interpreten selbst mit Amy Sheppard, George Sheppard und Jason Bovino geschrieben. George Sheppard, Bovino und Go-Jo produzierten den Titel außerdem. Abgemischt wurde er von Serge Cortois. Der Begleitgesang stammt von Amy, George und Emma Sheppard sowie von Jenaya Okpalanze.

## Inhaltliches
Zambotto erklärte, dass der Titel von seinem eigenen Leben inspiriert sei und erläuterte, wie er von einem Selbstversorgerhof in die Stadt zog und sich nicht zugehörig fühlte. Dabei habe er eine Zeit gebraucht, um sich an die neuen Umstände zu gewöhnen. Milkshake Man handele von genau jenem Bewusstsein, zu alter Stärke zurückzufinden. Der Titel sei als Metapher für einen Geisteszustand (entsprechend der zweiten Strophe) zu verstehen. Die Absicht hinter dem Titel sei, die Menschen dazu zu inspirieren, die „lauteste und stolzeste Version von sich selbst“ zu sein.
Milkshake Man wird auf Englisch gesungen, lediglich zwei Zeilen sind auf Französisch und stammen von einer der Begleitsängerinnen.

## Veröffentlichung
Der Titel erschien am 25. Februar 2025. Das Musikvideo wurde einen Tag später veröffentlicht. Es entstand unter der Leitung von Josh Harris. Darsteller sind Zambotto sowie Jenaya und Anisha Okpalanze. Am 2. Mai erschien ein Jolyon Petch Remix.

## Beim Eurovision Song Contest
Mit dem Titel nahm Australien am Eurovision Song Contest teil. Das Land trat hierbei mit Startnummer 1 im zweiten Halbfinale am 15. Mai 2025 an. Die Bühnendarbietung wurde von Jenaya Okpalanze und Jeannine Bruderer begleitet. Regie führte Marvin Dietmann. Das Land konnte sich jedoch nicht für das Finale qualifizieren.

## Rezeption
Michael Idato vom Sydney Morning Herald bezeichnete den Titel als „Mischung aus Dance, Synthiepop und Kitsch“, eine Kombination, die rückblickend beim Publikum des Wettbewerbes gut funktioniert habe. Doch in einem der am meisten umkämpften Jahre des Wettbewerbes habe sich das Lied nicht bei den Zuschauern beweisen können. Mit der australischen Niederlage seien viele Fans verblüfft gewesen, da Go-Jo eine aggressive Medienkampagne gefahren habe und eine sichere Qualifikation erwartet wurde.